# Abu Bakr

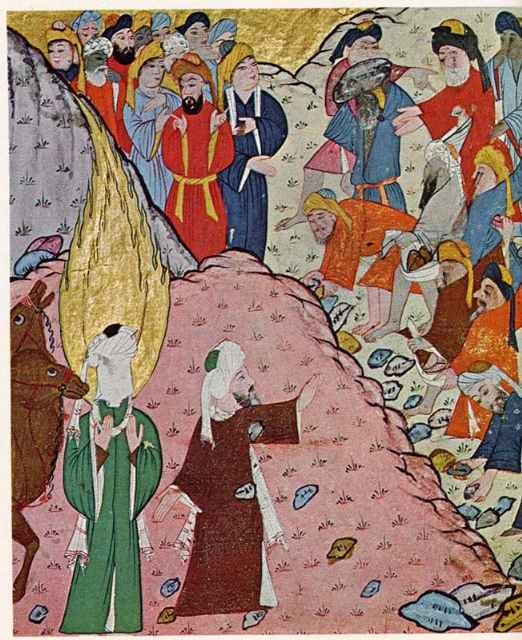
Abu Bakr (îmbrăcat în roșu), oprindu-i pe necredincioși să mai arunce cu pietre în profet.

Sigiliul lui Abu-Bakr.

Abdallah ibn Osman Abu Bakr (arabă: عبد الله بن أبي قحافة ʿAbd Allāh ibn Abī Quḥāfah),(573 - 634), a fost primul calif arab (632-634). 
Membru al clanului Taym din tribul Quraysh, a fost primul bărbat adult convertit la Islam și un apropiat al Profetului. Un negustor și un expert în genealogiile din triburile arabe, Abu Bakr a ajuns să fie cunoscut sub numele de as-Siddiq, cel sincer, sau cel care are încredere, o referire la faptul că el singur a crezut imediat povestea Profetului din noaptea sa de călătorie la Ierusalim. Recunoscut chiar și în Mecca ca fiind cel mai important membru al comunității musulmane după Mahomed, el este creditat cu achiziționarea și eliberarea mai multor sclavi, inclusiv Bilal, renumit pentru inițierea primei chemări la rugăciune musulmană. Abu Bakr a fost ales de Muhammad să-l însoțească în „zborul” său hijra la Medina, în 622. El a devenit socrul lui Muhammad când tânăra sa fiică, A’isha, s-a căsătorit cu Profetul.
Luând titlul „Khalifat rasul Allah”, adică Succesor al Mesagerului lui Allah (Dumnezeu), Abu Bakr a devenit primul calif din Islam, la moartea lui Muhammad în 632. Chiar înainte de moartea sa, Abu Bakr a refuzat să anuleze expediția trimisă în Siria.
În același timp, acesta a fost forțat să poarte războaiele împotriva apostaziei, sau Ridda, împotriva Yemenului, Yamama și triburilor Asad, Ghatafan și Tamim, care au refuzat să plătească zeciuiala sau zakatul, considerat o parte integrantă a acceptării islamului. Din cauza morții multor lideri în timpul acestor bătălii, Abu Bakr, la sfatul lui ‘Umar, i-a ordonat lui Zayd b. să adune o colecție de versuri ale Coranului. A întreprins campanii militare în urma cărora a cucerit Mesopotamia (Irakul de azi) și Palestina. Era unul din însoțitorii lui Mahomed și socrul acestuia, dar era și cel mai bun prieten al profetului. Mormântul său se află în Moscheea Profetului din Medina.

## Viața
Abdallah ibn Osman Bakr s-a născut la Mecca, făcând parte, împreună cu profetul Mohamed, din tribul Quraish. . Tatăl lui era Uthman (538-635), cunoscut și ca Abu Quhafah, iar mama Salma, cunoscută și ca Umm al-Khayr. 
Abu Bakr a fost membru al clanului Banu Taym din tribul Quraysh; s-a născut în Mecca în 573. Numele său real a fost Abdullah, adică slujitor al lui Allah (Dumnezeu); Abu Bakr a fost o poreclă care i-a fost dată datorită dragostei sale pentru cămile, acest din urmă nume a prins și este cel mai des menționat în legătură cu acesta. Abu Bakr aparținea unei familii bogate de negustori și era bine educat; avea o memorie ascuțită și o dragoste pentru poezie, care era una dintre trăsăturile chintesențiale ale arabilor de rang înalt.
Când Muhammad a început să predice islamul în 610 e.n., Abu Bakr, care era un prieten apropiat al său, a devenit primul bărbat convertit (prima persoană convertită a fost Khadija, soția profetului), deși unii istorici sugerează că el nu a fost primul, ci unul dintre cele mai vechi. Cu toate acestea, el a fost unul dintre cei mai puternici aliați ai lui Mahomed. Acesta nu numai că l-a ajutat pe Profet din punct de vedere financiar, dar i-a și convins pe mulți dintre prietenii și colegii săi (și familia sa) să accepte noua credință. Susținerea maximă și sinceră a lui Abu Bakr pentru Profet i-a adus porecla de as-Siddiq (demn de încredere).

## Califatul
Abu Bakr (573–634), primul dintre cei patru califi „bine-călăuziți” (numiți și ortodocși) ce a condus comunitatea musulmană timpurie după moartea lui Muhammad în 632, prietenul apropiat și socrul lui Muhammad, a fost ales primul calif al comunității musulmane. Musulmanii sunniți îl consideră unul dintre cei patru califi „bine-călăuziți”- rashiduni (ortodocși), împreună cu Umar ibn al-khattab (634–644), Uthman ibn Affan Alan (644-655), și Ali ibn Abi Talib (656-661).
La moartea lui Mohamed, Abu Bakr a fost candidatul favorizat de puternicul trib Quraysh și unii emigranți din Mecca pentru a deveni succesorul Profetului (Calif), în defavoarea lui Ali, care a fost favorizat de ansarul de Medina. Cu toate acestea, Ali și susținătorii săi au promis loialitate față de Abu-Bakr fără conflict. 
În ceea ce au fost numite „războaiele apostaziei”, Abu Bakr a fost în perioada imediat următoare forțat să suprime rebeliunile triburilor din regiunile periferice ale Peninsulei Arabice care au refuzat să plătească zeciuala (zakatul) sau și-au întors fața de la Islam ca să urmeze profeții rivali. După succesul în aceste războaie, el a autorizat trimiterea armatelor musulmane și a celor arabe tribale în teritoriile Siriei și ale Irakului de astăzi, realizând astfel primele cuceriri musulmane din afara Peninsulei arabe. 
Prima reîntregire a textelor Coranului în formă scrisă a fost, de asemenea, inițiată la ordinul său.